# Supercoppa di Spagna 2006 (hockey su pista)
La Supercoppa di Spagna 2006 è stata la 3ª edizione dell'omonima competizione spagnola di hockey su pista. Il torneo ha avuto luogo dal 18 al 25 ottobre 2006. A conquistare il titolo è stato il Reus Deportiu per la prima volta nella sua storia superando in finale il Barcellona.

## Squadre partecipanti
| Club          | Qualificazione               | Partecipazioni precedenti (il grassetto indica la vittoria) |
| ------------- | ---------------------------- | ----------------------------------------------------------- |
| Barcellona    | Vincitore dell'Ok Liga       | 2004, 2005                                                  |
| Reus Deportiu | Vincitore della Coppa del Re | Esordiente                                                  |

## Risultati

### Finale di andata
| Barcellona 17 ottobre 2006 | Barcellona | 2 – 3 referto | Reus Deportiu | Palau Blaugrana |

### Finale di ritorno
| Reus 24 ottobre 2006 | Reus Deportiu | 3 – 3 referto | Barcellona | Pavelló Olímpic de Reus |